# 拉法尔 (阿尔代什省)
拉法尔（法語：Lafarre，法語發音：[lafaʁ]）是法国阿尔代什省的一个市镇，属于罗讷河畔图尔农区。

## 地理
拉法尔（45°4'46"N, 4°30'34"E）面积11.33 平方千米，位于法国奥弗涅-罗讷-阿尔卑斯大区阿尔代什省，该省份为法国东南部内陆省份，北起顺时针与卢瓦尔省、伊泽尔省、德龙省、沃克吕兹省、加尔省、洛泽尔省和上盧瓦爾省接壤。
与拉法尔接壤的市镇（或旧市镇、城区）包括：拉卢韦斯克、诺济耶尔、帕亚雷斯、罗什波勒、圣热尔当多尔、萨蒂略。

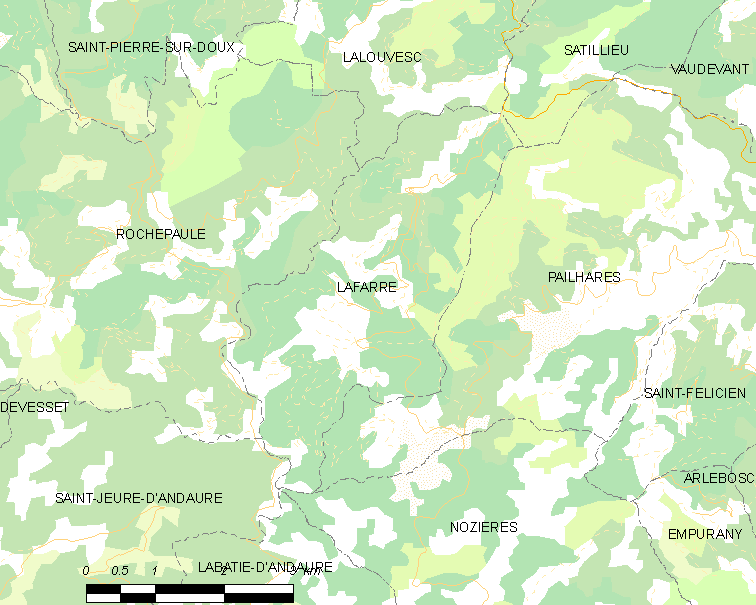
的OSM定位图

拉法尔的时区为UTC+01:00、UTC+02:00（夏令时）。

## 行政
拉法尔的邮政编码为07520，INSEE市镇编码为07124。

## 政治
拉法尔所属的省级选区为上维瓦赖县。

## 人口

1962-2008年间人口变化图示

拉法尔于2022年1月1日时的人口数量为45人。